# William Evans (aquarelliste)
Pour les articles homonymes, voir William Evans et William Evans (peintre paysagiste).
William Evans (1798–1877) est un aquarelliste anglais.

## Biographie
William Evans naît à Eton le 4 décembre 1798, fils de Samuel Evans, peintre paysagiste originaire du comté de Flintshire mais installé à Windsor. Samuel Evans est choisi pour enseigner le dessin aux filles du roi George III pour finalement être nommé maître de dessin au collège d'Eton. Quelques-unes de ses vues du nord du Pays de Galles et de Windsor ont été gravées. Il quitte Eton vers 1818 pour Droxford dans le comté de Hampshire où il meurt aux environs de 1835.
William Evans est éduqué à Eton et étudie d'abord la médecine mais finalement se tourne vers l'art et devient l'élève du peintre William Collins de la Royal Academy. En 1818, le Dr. Keate le nomme maître de dessin à Eton à la place de son père. Il est élu associé de la Old Society of Painters in Water-colours le 11 février 1828 année durant laquelle il expose des dessins de Windsor, d'Eton, de pêcheurs de la Tamise, de Barmouth et Llanberis, et le 7 juin 1830 est élu membre de la Société. Il continue à participer à leurs expositions.
Il réalise quelques grands dessins du « Montem » Eton (en) qui sont gravés. Evans continue à enseigner le dessin à Eton jusqu'en 1837, année où son épouse meurt et où il prend la décision de s'installer à Londres. À cette époque, les oppidans (en) à Eton sont encore logés dans des maisons tenues par des femmes appelées « Dames », système qui place les garçons sous peu ou pas de contrôle du tout. Comme le Dr. Edward Craven Hawtrey souhaite placer les pensions de famille sous la responsabilité d'hommes en rapport avec le travail de l'école, les Rev. Thomas Carter, Edward Coleridge et George Selwyn persuadent Evans de s'occuper d'un de ces maisons et de conserver son ancien poste de maître de dessin. Ce que fait Evans en 1840, en travaillant avec une grande énergie.
Après plusieurs années d'une mauvaise santé, Evans meurt à Eton le jour de la Saint-Sylvestre de 1877. son fils, Samuel TG Evans, également membre de la Société des peintres en aquarelles, lui succède au poste de maître de dessin à l'école et sa fille Jane Evan dans la gestion de sa pension de famille.